# Stany Zjednoczone na Zimowych Igrzyskach Paraolimpijskich 2006
Reprezentacja Stanów Zjednoczonych na Zimowych Igrzyskach Paraolimpijskich 2006 liczyła 56 sportowców.

## Medale

### Złote medale
Biegi narciarskie
12 marca: Steve Cook, 5 km mężczyzn stojąc
15 marca: Steve Cook, 10 km mężczyzn stojąc
Narciarstwo alpejskie
12 marca: Kevin Bramble, zjazd mężczyzn siedząc
12 marca: Laurie Stephens, zjazd kobiet siedząc
14 marca: Laurie Stephens, supergigant kobiet siedząc
18 marca: Allison Jones, slalom kobiet stojąc
19 marca: Stephani Victor, slalom kobiet siedząc

### Srebrne medale
Narciarstwo alpejskie
12 marca: Christopher Devlin-Young, zjazd mężczyzn siedząc
17 marca: Laurie Stephens, slalom gigant kobiet siedząc

### Brązowe medale
Narciarstwo alpejskie
18 marca: Sandy Dukat, slalom kobiet siedząc
Hokej na lodzie na siedząco
18 marca: Tim Jones, James Connelly, Bradley Emmerson, Lonnie Hannah II, David Conklin, Joseph Howard, Christopher Manns, Taylor Chace, Manny Guerra jr., Steven Cash, Alex Salamone, Michael Hallman, Kip St. Germaine, Andrew Yohe, Taylor Lipsett
Biegi narciarskie
19 marca: Steve Cook, 20 km mężczyzn stojąc